# Cophixalus cryptotympanum
Cophixalus cryptotympanum es una especie de anfibio anuro del género Cophixalus de la familia Microhylidae.

## Distribución geográfica
Originaria de Papúa Nueva Guinea.